# Colleen Dewhurst
Colleen Dewhurst (Montreal, Quebec; 3 de junio de 1924 - Salem, Nueva York; 22 de agosto de 1991) fue una laureada actriz de teatro, con incursiones en cine y televisión. 
Una de las más notables actrices de teatro de su generación fue llamada "La reina de Off-Broadway" consagrándose en 1958 en Una luna para el bastardo de Eugene O'Neill. Acumuló 2 Premio Tony, 2 Premios Obie (el Tony de Off-Broadway), 4 Premio Emmy y 14 nominaciones, entre otras distinciones.  Su carrera en cine y televisión fue poco importante en comparación con la teatral.

## Biografía
Dewhurst nació el 3 de junio de 1924 en Montreal, Quebec, hija única de Frances Marie (de soltera Woods) y Ferdinand Augustus «Fred» Dewhurst. Fred Dewhurst era propietario de una cadena de confiterías y había sido un célebre deportista en Canadá, donde había jugado al fútbol con los Ottawa Rough Riders. La familia se naturalizó ciudadana estadounidense antes de 1940. La madre de Colleen Dewhurst era científica cristiana, fe que también profesaba Colleen.
Los Dewhurst se trasladaron a Massachusetts en 1928 o 1929 y vivieron en los barrios de Dorchester, Auburndale y West Newton, en Boston. Más tarde se trasladaron a Nueva York y luego a Whitefish Bay, Wisconsin. Dewhurst se graduó en la Riverside High School de Milwaukee en 1942. En esa época sus padres se separaron. Dewhurst estudió dos años en el Milwaukee-Downer College y luego se trasladó a Nueva York y estudió en la American Academy of Dramatic Arts donde conoció a su primer marido, James Vickery.

## Trayectoria
Debutó en un pequeño papel en Deseo bajo los olmos de Eugene O'Neill en 1952. A partir de 1956 fue uno de los baluartes del New York Shakespeare Festival de Joseph Papp en recordadas actuaciones en La fierecilla domada, Titus Andronicus, El águila de dos cabezas, Macbeth, Calígula y Camille reapareciendo como la reina Gertrude en Hamlet años más tarde.
Su rol más recordado es Katie en Una luna para el bastardo que primero interpretó en Italia, luego en Buffalo y finalmente en Nueva York en 1973 mereciendo su segundo Tony. Intérprete excepcional de Eugene O'Neill, también hizo A Electra le sienta bien el luto, Viaje de un largo día hacia la noche, el protagónico de El deseo bajo los olmos, More Stately Mansions —donde eclipsó a Ingrid Bergman—, Ah Wilderness y como su mujer Carlota Monterey O'Neill en un aclamado unipersonal My Gene.
Otras interpretaciones relevantes en teatro fueron Who's Afraid of Virginia Woolf? dirigida por su autor Edward Albee, You Can't Take It With You, El alma buena de Se-Chuan de Bertolt Brecht, El zoo de cristal de Tennessee Williams, Cartas de amor y Hijos de la oscuridad.
Desde 1959 a 1965 estuvo casada con el actor George C. Scott con quien trabajó frecuentemente y fue padre de sus dos hijos (uno es el actor Campbell Scott). Se divorciaron y se volvieron a casar brevemente para volverse a separar. Junto a George C. Scott se recuerdan sus trabajos en Antonio y Cleopatra y El león en invierno.
Fue presidenta de la Actor's Equity Association desde 1985 hasta su muerte.
Diagnosticada con cáncer cervical, su fe en la Ciencia Cristiana le hizo rechazar todo tratamiento. Murió en la casa de su compañero de veinte años, el productor Ken Marsolais dos días antes de ganar su cuarto Emmy como la madre de Murphy Brown.
Sus memorias fueron completadas y publicadas póstumamente en 1997. Fue muy amiga de otra gran actriz del teatro americano, Maureen Stapleton, quien escribió "Parece un guerrero y todos creen que es la Madre Tierra. Pero en la vida real alguien tiene que cuidarla, se prodiga tanto ayudando a los demás que no sabe cuidarse a sí misma".

## Premios
- 1957: Obie Award
- 1961: Tony Award
- 1962: Obie Award
- 1974: Sarah Gibbons Award
- 1974: Tony Award
- 1986: Emmy Award for Outstanding Supporting Actress – Between Two Women
- 1989: Emmy Award for Outstanding Guest Actress – Murphy Brown
- 1989: Emmy Award for Outstanding Supporting Actress – Those She Left Behind
- 1989: Genie Award
- 1991: Emmy Award for Outstanding Guest Actress – Murphy Brown

Nominaciones
- 1990: Emmy Award – Road to Avonlea
- 1990: Emmy Award – Lantern Hill
- 1991: Emmy Award – Lantern Hill